# El Expolio (El Greco, Toledo)
El Expolio es un lienzo pintado por Doménikos Theotokópoulos, el Greco, para la sacristía de la catedral de Toledo, donde continúa actualmente. En 2013 fue restaurado en los talleres del Museo del Prado, donde quedó expuesto hasta su devolución —en febrero de 2014— a la catedral de Toledo, a tiempo para la celebración del cuarto centenario del fallecimiento del artista. Consta con el número 78 en el catálogo razonado de obras del Greco, realizado por Harold Wethey.

## Tema de la obra
El expolio es un episodio de la Pasión en el que Jesús es despojado de sus ropas. Esta temática no era frecuente en el arte occidental de aquella época, pero parecía apropiada para una sacristía, donde los sacerdotes se cambiaban de vestimentas. Aunque no está propiamente relatado en los evangelios canónicos, sí lo está en uno de los apócrifos: el evangelio de Nicodemo, pero seguramente el Greco se inspiró en un texto de san Buenaventura.

## Introducción
Este lienzo es uno de los primeros trabajos del Greco en Toledo, junto a las pinturas del retablo principal de Santo Domingo el Antiguo. En el primer documento —del 2 de julio de 1576— que acredita la presencia del pintor en Toledo, el cabildo de la catedral debió de encargarle al pintor la realización de esta pintura pues, según dicho documento, recibió 400 reales de adelanto a cuenta del cuadro.

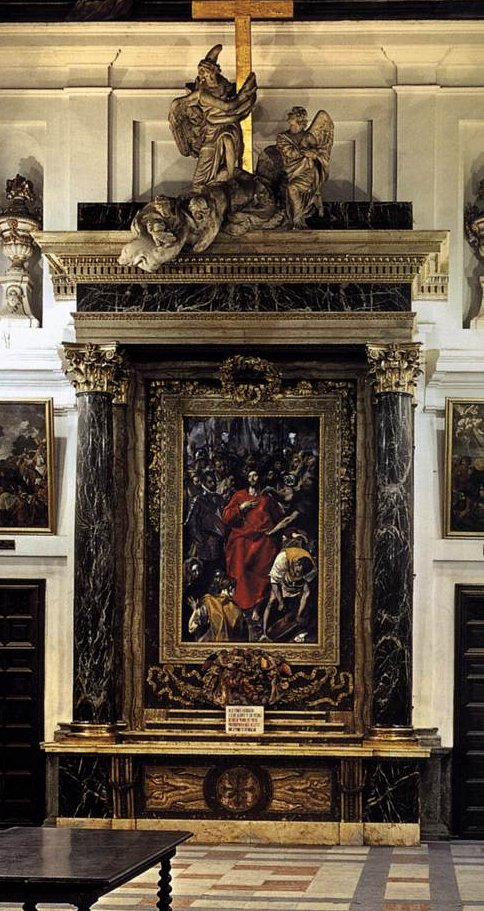
El cuadro situado en la Sacristía de la catedral de Toledo.

El Greco representó en El Expolio a la Virgen, a María Magdalena y María Cleofás, mientras que por encima de la cabeza de Cristo situó a gran parte del grupo que lo escoltaba. Las tres Marías no constan como presentes en ese momento ni en los evangelios canónicos ni tampoco en el evangelio de Nicodemo. El cabildo no aceptó esta composición, considerando que eran impropiedades que oscurecían la historia y desvalorizaban a Cristo.
Este fue el motivo del primer pleito de los varios que el pintor tuvo después en España, por desavenencias sobre los cuadros con sus clientes. El 14 de septiembre de 1579 reclamó el pago del cuadro, alegando que era extranjero y no disponía de bienes en Toledo. En el pleito, los tasadores nombrados por el Greco, Baltasar de Castro —pintor— y Martínez de Castañeda —escultor— manifestaron sobre el lienzo que: la estimación es tan grande que no tiene precio... pero que atendiendo a la miseria de los tiempos... se puede pagar 900 ducados. La cantidad solicitada era desmesurada, pero los tasadores representantes del cabildo presentaron una valoración muy baja, ofreciendo solamente 228 ducados, alegando las incorreccciones de las cabezas sobrepasando la de Cristo y la presencia de las tres Marías. La falta de acuerdo llevó a convocar un árbitro decisorio, que manifestó que el cuadro era uno de los mejores que había visto y lo valoró en 318 ducados. Sobre los problemas iconográficos dijo estar poco preparado para solventarlos y delegó en la autoridad eclesiástica. El pintor acabó recibiendo como pago 350 ducados pero no tuvo que cambiar las figuras que habían generado el conflicto.
Parece ser que durante el pleito, el Greco estaba dispuesto a prescindir de las tres Marías, pero finalmente pudieron ser mantenidas, favoreciendo la estética de la composición pues subrayan el movimiento ascensional del cuadro. La pintura no acabó de pagarse hasta el 8 de diciembre de 1581.
A pesar de los problemas, la fama que le proporcionó este cuadro y los de Santo Domingo el Antiguo le llevaron al pintor a establecerse definitivamente en Toledo.

## Análisis de la obra

### Datos técnicos y registrales.
- In situ, en la sacristía de la catedral de Toledo;
- Pintura al óleo sobre lienzo;
- Dimensiones: 285 x 173 cm;
- Documentado en 1577-1579;
- Firmado en el papel de la parte baja derecha, en dos líneas, con letras griegas cursivas: δομήνικος θεοτο...  kρες ε'π... (un objeto, quizás un taladro de carpintero, cubre el resto de la firma);[12]
- Catalogado por Wethey con el n º 23 y por Tizana Frati con la referencia 44.[13]

### Descripción de la obra
El Greco representa a Cristo en el centro de la composición, mirando al cielo con una expresión de serenidad, vestido con una túnica de color rojo intenso que domina el resto de la composición. A su alrededor, una masa de figuras dispuestas a desnudarlo. Tanto el modelado de las figuras como el cromatismo provienen de su época veneciana. En la parte inferior izquierda de la composición colocó a las tres Marías,contemplando la escena con angustia, y rodeando a Jesús —también por encima de él— representó al grupo que lo escoltaba..
La sublime figura de Jesucristo destaca vigorosamente del resto y parece ajena al violento gentío que lo rodea. Una figura en la parte trasera con un sombrero rojo apunta acusadoramente a Cristo, mientras otros dos discuten sobre sus vestiduras. Otro hombre vestido de verde a la izquierda de Cristo lo sujeta con una cuerda y va a proceder a desnudarlo para su crucifixión. Otro hombre, vestido de amarillo en la parte inferior derecha se inclina hacia la cruz y perfora un agujero para facilitar la inserción de un clavo que atravesará los pies de Cristo. A la derecha de Cristo, se encuentra un soldado romano con armadura anacrónica (—de la época del pintor—). El rostro melancólico del Salvador queda violentamente yuxtapuesto a las figuras de sus ejecutores, que se amontonan en torno a él, creando una impresión de desorden con sus movimientos, gestos, picas y lanzas.
La presencia de los personajes por encima de Cristo, podría estar inspirada en ciertos Iconos bizantinos que representan el Prendimiento de Jesús o El beso de Judas, donde la muchedumbre rodea a Jesús también por la parte superior. Según Cossío, este cuadro es el más poético y de expresión más elevada del artista, suponiendo un momento cumbre de su producción. Para Gudiol es una de las mejores obras del pintor y obra capital en la historia de la pintura europea.
La figura preparando la Cruz podría derivar de una figura similar inclinada hacia delante en un tapiz de Rafael y un cartón de la Milagrosa captura de peces, que podría haber conocido durante su estancia romana.
Según Cossío, este cuadro es el más poético y de expresión más elevada del Greco, suponiendo un momento cumbre de su producción, y en su libro sobre el Greco realizó el siguiente análisis:
- El Greco representó a Cristo, no como Dios, sino como hombre y víctima inocente de las pasiones humanas. En esta obra concentró todos los elementos, principales y secundarios, dispersos en sus cuadros anteriores, en una sola acción alrededor del protagonista. Lo rodea un grupo apretado de cabezas duras y sombrías, cada una con personalidad propia, que sirven de fondo al claro e inocente rostro de Cristo. Introduce dos episodios diferentes según la tradición veneciana, pero no como antes, dispersos en otros escenarios como plazas y pórticos, sino pegados a Cristo y cerrando la escena inferiormente: el hombre que prepara la cruz y las tres Marías que con tristeza lo observan.[16]

- Aunque muchas figuras tienen un gran atractivo, la unidad de composición es tan perfecta que todo el interés lo absorbe la figura de Cristo. El maestro supo crear este efecto con grandísima destreza, estableciendo una composición en círculo alrededor de Jesús. Las masas no están, como en cuadros anteriores, solamente a derecha e izquierda, sino también al fondo para que sobre ellas se destaque el protagonista, lo perfilan por todos los lados, incluso en el primer plano en la parte inferior para cerrar completamente la escena. Se muestra todo el contorno de Jesús, que ocupa en centro del grupo que lo rodea, adquiriendo por contraste un gran relieve.[16]

- Mediante el colorido y el claroscuro, la figura de Jesús se ilumina y destaca, mientras que el resto se encuentra oscurecido y rebajado.  Así el rostro iluminado de Cristo y su túnica roja forman un contraste muy fuerte con las oscuros rostros de los acompañantes y con la entonación gris del fondo del cuadro, en la misma línea de grises que la armadura del caballero a la derecha de Jesús.[16]

- En la composición, hombres y mujeres llenan todo el espacio. La naturaleza solo aparece en una porción de cielo nuboso y con algo de tierra bajo el pie de Cristo.[16]

- También señala que Carl Justi encontraba en este cuadro reminiscencias bizantinas: en la posición frontal de la escena, en la simetría con que están dispuestos los personajes y en la concentración de la multitud.[16]

## Réplicas y copias
El Greco y su taller pintaron varias versiones sobre este mismo tema, con variantes. Además del presente lienzo, Wethey catalogó otros quince cuadros con este tema y otras cuatro copias de medio cuerpo. Solo en cinco de estas obras vio la mano del artista, considerando las otras como producciones del taller o copias posteriores. Entre las cinco donde intervino el Greco, se encuentran el original de la catedral de Toledo, el ejemplar de la Alte Pinakothek de Múnich y otras tres tablas de pequeñas dimensiones. Las otras diez son réplicas del taller del Greco o copias posteriores, la mayoría de pequeño tamaño y de poca calidad.
En los siguientes enlaces se halla cumplida información sobre estas obras:
- El Expolio (El Greco y su taller) - nueve obras;
- El Expolio (El Greco, Museo de Santa Cruz) - una obra;
- El Expolio (El Greco, versión de Múnich) - una obra;
- El Expolio (El Greco, versiones de medio cuerpo) - cuatro obras;
- El Expolio (El Greco, versiones sobre tabla) - tres obras;.